# Eventyrløbet
Eventyrløbet er et løb der afholdes i Odense hvert år på Kristi Himmelfartsdag. Det er det største motionsløb i Danmark og tilbyder både 5 og 10 km distancer. Løbet bliver arrangeret af Odense Atletik/Odense Gymnastikforening.
Deltagere:
- 2008-løbet var der 18.000 deltagere.
- 2012-løbet var der 22.000 deltagere.

| Sport | Spire Denne artikel om sport er en spire som bør udbygges. Du er velkommen til at hjælpe Wikipedia ved at udvide den. |